# Ford F-150 Lightning
El Ford F-150 Lightning es una camioneta eléctrica con batería presentada por Ford en mayo de 2021 como parte de la decimocuarta generación de la serie F de Ford . Se han anunciado cuatro modelos, y todos los modelos inicialmente serán de doble motor, tracción en las cuatro ruedas, con un rango estimado por la EPA de 240–320 millas (390–510 kilómetros) . En los Estados Unidos se vende una versión comercial de la camioneta con tracción en todas las ruedas (AWD), y también se venden modelos de mayor potencia/equipamiento/rango. El F-150 Lightning comenzó a producirse el 26 de abril de 2022.

## Historia

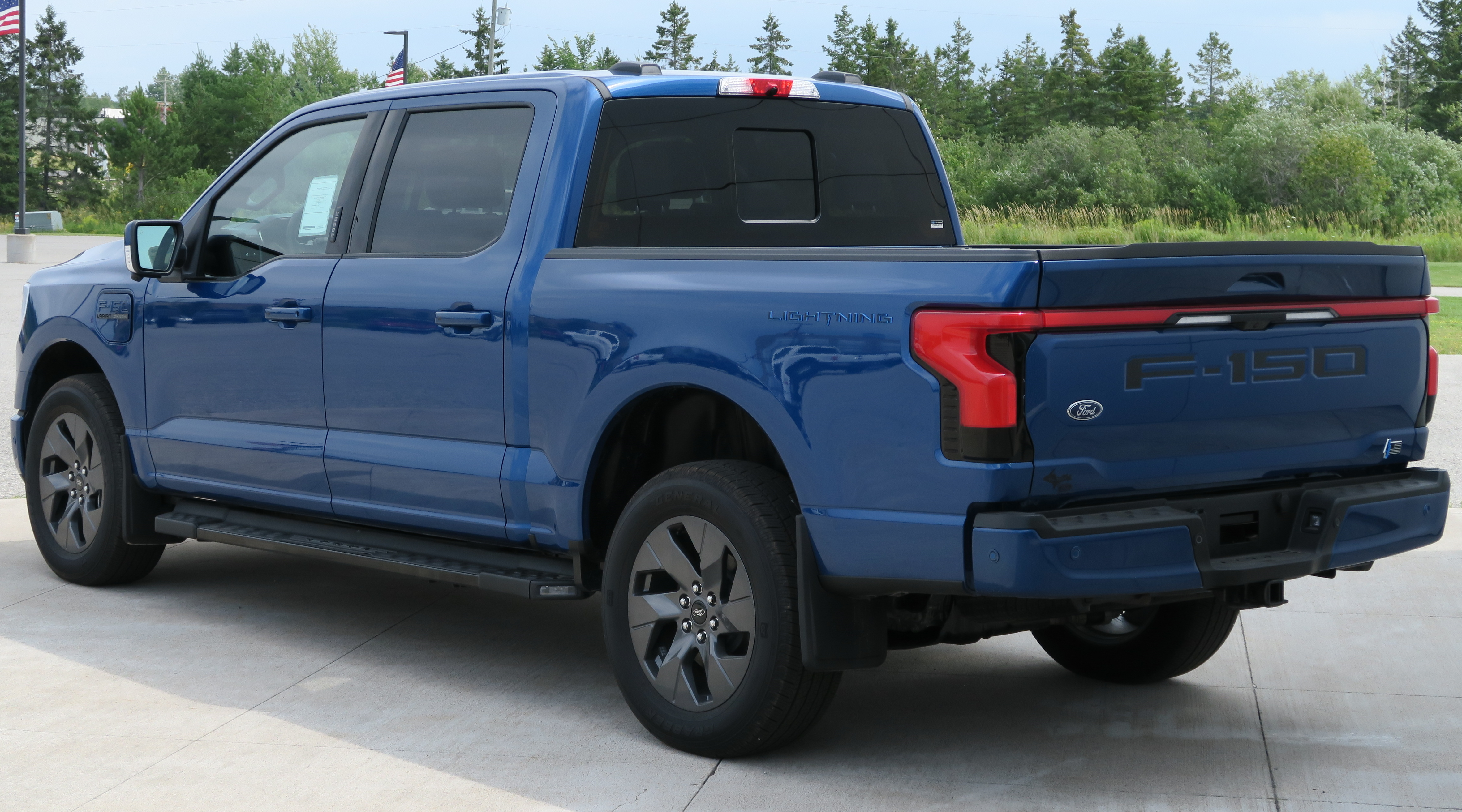
Vista trasera

En enero de 2019, Ford anunció su intención de producir una camioneta ligera totalmente eléctrica en el Auto Show de Detroit de 2019.
En julio de 2019, Ford probó prototipos eléctricos en chasis del F-150 existentes. Esto culminó con un remolque de prueba de demostración sin precedentes de 1 250 000 libras (566 990 kg) sobre raíles. La ingeniera jefe de la F-150, Linda Zhang, enfatizó en ese momento que Ford tenía la intención de tomar las "fuertes [características de] durabilidad, capacidad y productividad de Ford y [extenderlas a] un campo completamente nuevo" de camionetas eléctricas.
Ford presentó la camioneta y lanzó el nombre del modelo el 19 de mayo de 2021, con el inicio de producción previsto para la primavera de 2022.  Ford recibió 69.500 pedidos de depósito reembolsable en los primeros cuatro días posteriores al anuncio.
La primera camioneta se fabricó el 18 de abril de 2022 y la primera entrega se realizó el 26 de mayo En junio de 2022, Ford anunció su intención de reestructurar su modelo de concesionarios en los Estados Unidos, incluida la creación de una plataforma de comercio electrónico donde los clientes pueden comprar vehículos eléctricos a precios no negociables en un esfuerzo por igualar los márgenes de beneficio de Tesla Motors. Ford también declaró que gastaría $3.7 mil millones para contratar a 6200 trabajadores sindicalizados para dotar de más personal a varias plantas de ensamblaje en Míchigan, Ohio y Misuri para poder fabricar 2 millones de vehículos eléctricos en el año para 2026.

## Descripción general
La configuración base tiene con 452cv (337kw) y 370 km de alcance (según el ciclo EPA). Tiene una aceleración de 0 a 100 km/h en 4,5 segundos
Como los tesla, la F150 lightning cuenta con actualizaciones de software inalámbricas.

### Niveles de equipamiento
En el año modelo 2022, la F-150 Lightning está disponible en cuatro niveles de equipamiento: Pro, XLT, Lariat y Platinum. La versión Pro solo está disponible con la batería de menor capacidad y la Platinum solo ofrece la batería de mayor capacidad, aunque todas las demás versiones incluyen la batería de menor capacidad como equipo estándar, pero también ofrecen la batería de mayor capacidad como opción.

### Europa
A partir de abril de 2023, el Ford F-150 Lightning se vende oficialmente en Europa, siendo Noruega el primer mercado. En el país, solo se ofrece en la versión Lariat Launch Edition, con un estilo de carrocería Super Crew Cab y disponible exclusivamente en Antimatter Blue. Posteriormente se expandirá al resto e países europeos.

## Demanda
Menos de un mes después de anunciar que se podía reservar el vehículo, el 11 de junio de 2021 se realizaron más de 100 000 reservas y Ford anunció que la compañía ofrecería servicios digitales para los ingresos por suscripción que cambiarán las ventas de automóviles a partir de un proceso de transacción único. A medida que continuaban las reservas, Ford había recibido más de 200 000 reservas del Lightning. La demanda continuó siendo fuerte, lo que llevó a que algunos concesionarios ajustaran los precios del mercado y se ofreció a la venta un Ford F-150 Lightning Platinum 2022 usado por más de $ 100,000.

## Galería de imágenes

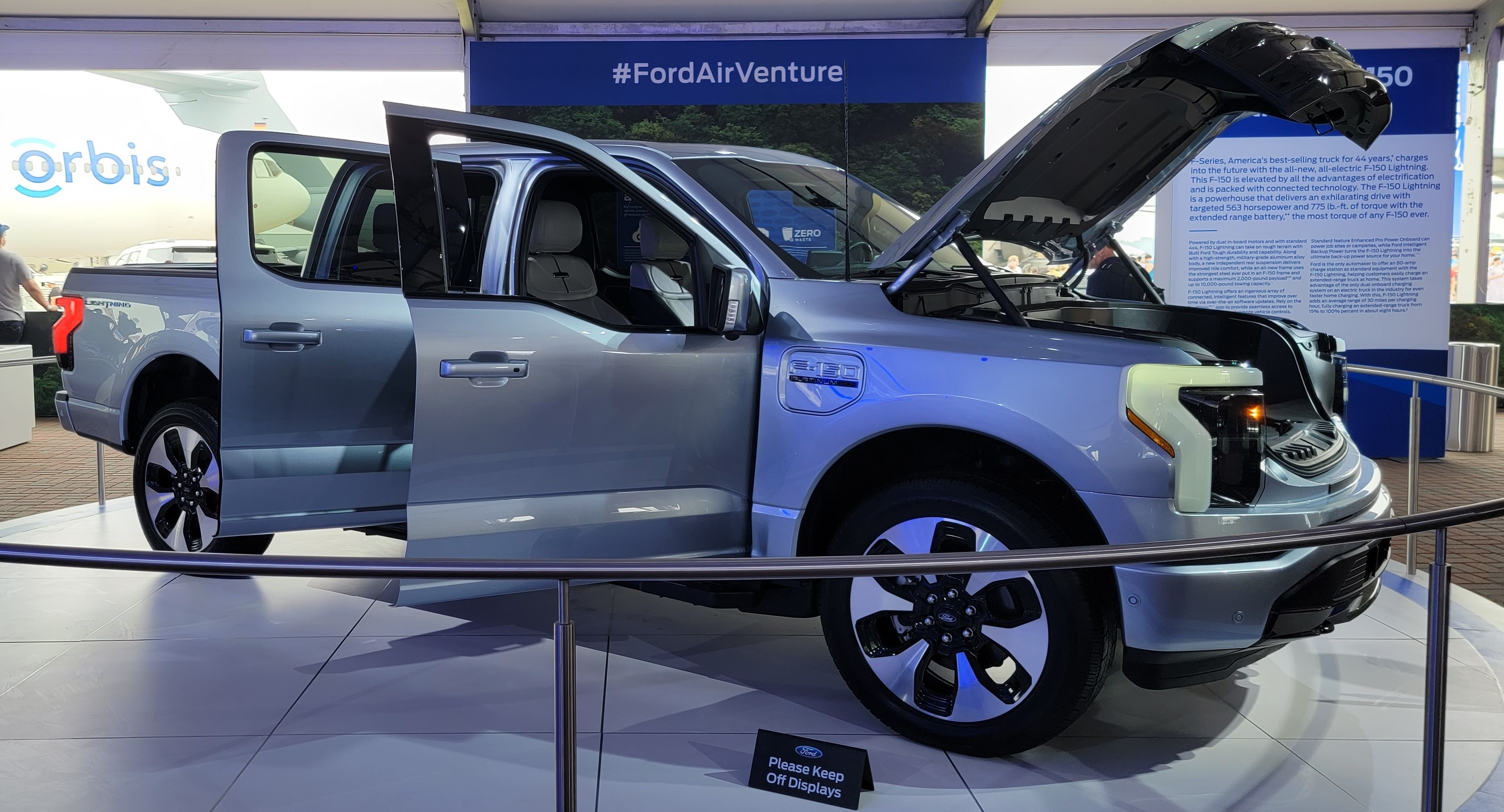
Vista lateral

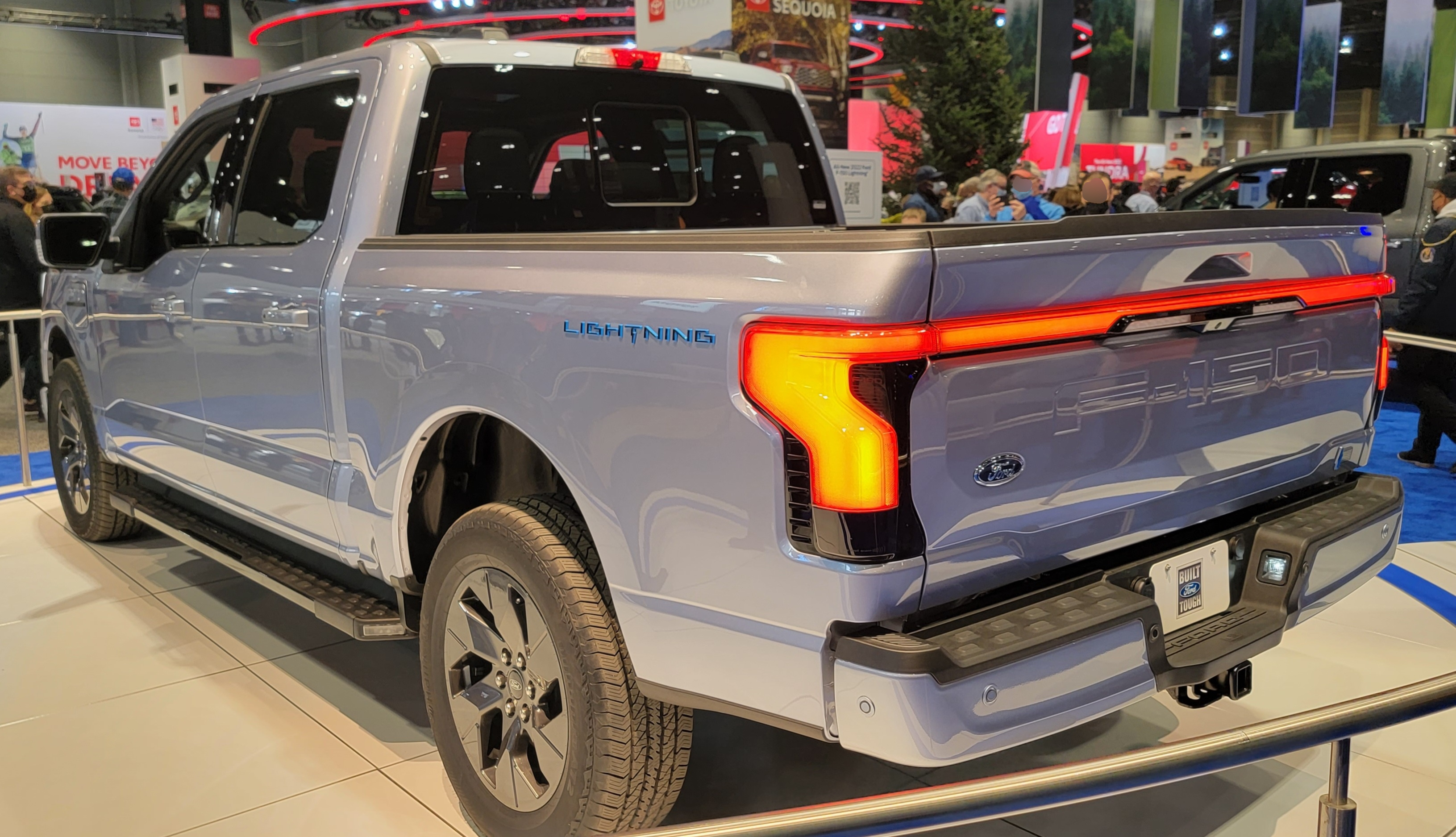
Vista trasera